# Penss et les Plis du monde
Penss et les Plis du monde est une bande dessinée du français Jérémie Moreau publiée en 2019 par Delcourt.
Cette bande dessinée de 232 planches, de type conte philosophique, se déroule dans la préhistoire et met en scène Penss, un jeune homme qui se questionne sur le monde qui l'entoure, et notamment sur les forces du vivant. Il éprouve des difficultés d'intégration dans son clan d'origine et dans son nouveau clan d'adoption.

## Synopsis
Alors que son clan d'origine est obnubilé par la chasse, Penss préfère observer le monde, dont la beauté le perturbe. Abandonné par le clan, il survit pendant un hiver dans une caverne avec sa mère. Celle-ci, très affaiblie, meurt, après lui avoir demandé de la manger pour survivre. Il s'exécute, mais cette scène le traumatise. Il découvre peu de temps après un des secrets du monde vivant, et s'essaie à des prémices d'agriculture.

## À propos de l'album
Jérémie Moreau explique à Télérama lors de la publication : « L’idée est née pendant des randonnées dans le Vercors. Je passais des journées dans une nature sans traces de civilisation, cela ressemblait à ce que voyaient les premiers hommes. Chemin faisant, j’ai fini par essayer de me mettre dans leur tête, j’ai essayé d’imaginer ce qu’ils pouvaient penser en voyant un arbre, quelle représentation ils se faisaient du monde. » Il précise enfin : « C’est évidemment aussi un hommage au Little Nemo, de Winsor McCay. C’est l’essence même de la bande dessinée à mes yeux, à partir des années 1970 on passe à autre chose, on rentre dans le langage cinématographique, champs-contrechamps, etc. ».

## Prix
- 2019 : nomination aux Prix Bédélys 2019, catégorie « Meilleure bande dessinée en langue française hors Québec »[3]

## Réception critique
La bande dessinée reçoit globalement des critiques positives : 4 sur 5 chez Planet BD, 3 sur 5 chez Bédéthèque, 4 sur 5 chez babelio, 4.5 sur 5 chez BDfugue.